# ヴェールール県
ヴェールール県は、インド南部のタミル・ナードゥ州に属する30の県の一つ。県庁所在地はヴェールール。

## 概要
2001年の国勢調査では、面積4314平方キロメートル、人口347万7317人、人口密度は572人/km2。県の北側はアーンドラ・プラデーシュ州であり、北東にティルヴァッルール県、南東にカーンチプラム県、南にティルヴァンナーマライ県、西にクリシュナギリ県と接する。主要な都市としては、以下のような諸都市が挙げられる。
- アラッコーナム（அரக்கோணம் ; Arakkonam）
- アールカードゥ（ஆற்காடு ; Arcot）
- イェーラギリ（ஏலகிரி ; Elagiri）
- クディヤーッタム（குடியாட்டம் ; Gudiyattam）
- カーリギリ？（Karigiri）
- ラーニッペーッタイ（ராணிப்பேட்டை ; Ranippettai）

- ソーリンガプラム（சோளிங்கபுரம் ; Sholinghur）
- ティルッパットゥール（திருப்பத்தூர் ; Tiruppattur）
- ヴァーニヤンパーディ（வாணியம்பாடி ; Vaniyambadi）
- ヴェールール（வேலூர் ; Vellore）
- ヴァーラージャーッペーッタイ（வாராஜாப்பேட்டை ; Walajapet）

## 歴史
1996年に、ノース・アールカードゥ・アンベードカル県が改称して誕生。

## 行政区分
ヴェールール県は、以下の8つの郡（タミル語 வட்டம் 「円」 ; 英訳 taluk）に区分けされている。
- アラッコーナム郡（அரக்கோணம் ; Arakonam）
- アールカードゥ郡（ஆற்காடு ; Arcot）
- クディヤーッタム郡（குடியாட்டம் ; Gudiyatham）
- カートパーディ郡（காட்பாடி ; Katpadi）

- ティルッパットゥール郡（திருப்பத்தூர் ; Tirupattur）
- ヴァーニヤンパーディ郡（வாணியம்பாடி ; Vaniyampadi）
- ヴェールール郡（வேலூர் ; Vellore）
- ヴァーラージャーッペーッタイ郡（வாராஜாப்பேட்டை ; Wallajah）